# Tyspanodes striata
Tyspanodes striata là một loài bướm đêm trong họ Crambidae.